# Велікін Олег Маркович
Велікін Олег Маркович (нар. 6 травня 1971, Київ) — український політик, депутат ВРУ 8-го скликання, генеральний директор, ТОВ «Київторгсервіс».

## Кар'єра
У 2005 році увійшов до складу Центральної ради політичної партії Пора, на виборах до Верховної Ради 2006 балотувався за списком ПОРА-ПРП. Брав участь в інших політичних проєктах. Зокрема, керував Київською обласною організацією політичної партії Українські соціал-демократи.
З 2010 — Депутат Київської облради, Голова Київської обласної організації партії Удар Віталія Кличка.
З 2012 — Голова фракції Київської обласної організації політичної партії УДАР Віталія Кличка в Київській обласній раді VI скликання.

## Парламентська діяльність
З квітня 2016 року — народний депутат України Верховної Ради VIII скликання. У парламент пройшов за списками блоку Петра Порошенка (№ 78) після того, як ряд депутатів від БПП стали членами Уряду.
Був одним з 59 депутатів, що підписали подання, на підставі якого Конституційний суд України скасував статтю Кримінального кодексу України про незаконне збагачення, що зобов'язувала держслужбовців давати пояснення про джерела їх доходів і доходів членів їх сімей. Кримінальну відповідальність за незаконне збагачення в Україні запровадили у 2015 році. Це було однією з вимог ЄС на виконання Плану дій з візової лібералізації, а також одним із зобов'язань України перед МВФ, закріпленим меморандумом.